# المحمولة (خيران المحرق)

تعديل مصدري - تعديل

المحمولة هي إحدى قرى عزلة مسروح بمديرية خيران المحرق التابعة لمحافظة حجة، بلغ تعداد سكانها 24 نسمة حسب تعداد اليمن لعام 2004.